# Lanaria
Lanaria — це монотиповий рід квіткових рослин, що містить один вид — Lanaria lanata, ендемічний для південного узбережжя ПАР, де він пов’язаний із поясом фінбош. Рід належить до монотипної родини Lanariaceae, яка лише нещодавно була визнана систематиками. Система APG IV 2016 року (без змін порівняно з версіями 1998, 2003 та 2009 років) розпізнає цю родину.
Цей вид зустрічається на глинистих і пісковикових ґрунтах у всьому ареалі. Жорстке ребристе листя походить від здерев’янілих коренів і є вічнозеленим і дрібно зубчастим по краях. Щільно шерстисті, білі квіткові голови містять лілові квіти та є характерними для виду. Цвітіння після пожеж рясне.